# Geotermalna toplinska pumpa
Geotermalna toplinska pumpa, toplinska pumpa s izvorom u zemlji, ili geotermalna dizalica topline je vrsta centralnog grijanja i/ili rashladnog sustava koji pumpa toplinu u zemlju ili iz nje.
Geotermalna toplinska pumpa koristi zemlju kao toplinski izvor (zimi) ili toplinski ponor (ljeti). Prednost ovakve konstrukcije je u tome da koristeći umjerene temperature zemlje povećava učinkovitost i smanjuje pogonske troškove sustava za grijanje i hlađenje, a može biti kombinirana sa solarnim grijanjem čineći geosolarni sustav s još većom učinkovitosti. Naziv geotermalne toplinske pumpe može dovesti do krivog zaključka da one koriste toplinu nastalu u unutrašnjosti Zemlje, no one koriste toplinu iz površinskog sloja Zemlje nastalu Sunčevim zračenjem pa bi točniji naziv bio toplinske pumpe s izvorom u zemlji, ali taj naziv nije uvriježen u struci. 
Temperatura na 6 metara dubine je približno jednaka godišnjoj prosječnoj temperaturi zraka na toj zemljopisnoj širini. Ovisno o zemljopisnoj širini, temperatura ispod gornjih 6 metara Zemljine površine je približno konstantna i kreće se između 10 i 16 °C ako nema toplinske pumpe koja bi poremetila tu temperaturu. Kao hladnjak ili klimatizacijski uređaj, ovaj sustav koristi toplinsku pumpu kako bi prisilno prenosio toplinu iz zemlje. Toplinska pumpa može prenositi toplinu iz hladnijeg prostora u topliji, protivno prirodnom smjeru prijenosa topline, trošeći pritom energiju (najčešće električnu) ili može potpomagati prirodni prijenos topline iz toplijeg u hladniji prostor. Srž toplinske pumpe je petlja kroz koju je pumpan rashladni medij koji prolazi ljevokretni proces. Toplinske pumpe koje koriste zrak kao toplinski izvor (npr. klimatizacijski uređaji) imaju puno veću učinkovitost grijanja u usporedbi s čistim električnim grijalicama, čak i kada uzimaju toplinu iz hladnog zimskog zraka, iako im učinkovitost značajno pada ako vanjska temperatura padne ispod 5 °C. Geotermalne toplinske pumpe izmjenjuju toplinu sa zemljom što je puno više energetski učinkovito jer je temperatura zemlje stabilnija nego temperatura zraka kroz godinu. Sezonske varijacije temperature padaju s dubinom i gube se ispod 7 metara dubine zbog toplinske inercije. Kao i kod špilje, temperatura plitkog sloja zemlje je viša nego temperatura zraka na površini tijekom zime, a ljeti manja. Geotermalna toplinska pumpa zimi izvlači toplinu iz zemlje (potrebnu za grijanje), a ljeti vraća toplinu u zemlju (radi hlađenja prostora).
Sustavu s geotermalnim toplinskim pumpama dostižu prilično visoke faktore grijanja, 3-6, tijekom najhladnijih zimskih noći, dok toplinske pumpe koje koriste zrak kao izvor topline postižu faktore grijanja tek od 1,75-2,5 tijekom hladnih dana. Geotermalni sustavi su među najenergetski učinkovitim tehnologijama za provedbu klimatizacije i grijanja vode. Sadašnji koeficijenti djelovanja geotermalnih sustava koji uključuju i snagu potrebnu za protok fluida kroz podzemne cijevi mogu biti niži od 2,5. Investicijski troškovi su viši u usporedbi s konvencionalnim sustavima, ali se razlika u cijeni najčešće vrati, kroz uštedu nekorištenjem konvencionalnih energenata, između 3 do 10 godina. Životni vijek sustava se procjenjuje na 25 godina za komponente izvan zemlje i 50+ godina za podzemne cijevi. Prema podatcima iz 2004., instalirano je preko milijun sustava u svijetu koji čine 12 GW toplinskog kapaciteta, a godišnje raste 10 %.

## Povijest
Dizalicu topline je prvi opisao Lord Kelvin 1853. godine, a prvu je napravio Peter Ritter von Rittinger 1855. Nakon eksperimentiranja sa zamrzivačem Robert C. Webber je napravio prvu istosmjernu geotermalnu toplinsku pumpu u kasnim 40-tima prošlog stoljeća. Prvi uspješni komercijalni projekt je bio instaliran u zgradi Commonwealth Building (Portland, Oregon) 1946. U 70-tim godinama ova tehnologija je postala popularno u Švedskoj i od tada postepeno raste njezino prihvaćanje u svijetu. Sustavi s otvorenom petljom su dominirali na tržištu dok nije razvoj polibutilenskih cijevi 1979. učinio sustave sa zatvorenim petljama ekonomski prihvatljivim. Svake godine se u SAD-u instalira oko 80,000 jedinica (geotermalna energija se danas koristi u svih 50 država SAD-a, što predstavlja veliki potencijal za brzi rast tržišta u kratkom vremenu i uštede energije) i 27,000 jedinica u Švedskoj.

## Toplinska efikasnost
Kod efikasnosti toplinske pumpe treba uzeti u obzir efikasnost proizvodnje i prijenosa električne energije, koja iznosi oko 30%. S obzirom na to da topliska pumpa prenosi 3 do 5 puta više toplinske energije nego što troši električne energije, njena izlazna energija je mnogo veća od utrošene električne energije. To rezultira ukupnom efikasnošću od preko 300%, dok tradicionalni kotlovi s izgaranjem i električne grijalice nikad ne prelaze 100% efikasnosti.
Geotermalna toplinska pumpa može smanjiti potrošnju električne energije - i odgovarajuće emisije koje zagađuju okoliš - do 44% u odnosu na zračne toplinske pumpe i do 72% u odnosu na elektrootporno zagrijavanje kakvo se koristi u standardnim klima uređajima.

## Utjecaj na okoliš
Agencija za zaštitu okoliša SAD-a (EPA) zemljane toplinske pumpe naziva najisplativijim, u energetskom i ekonomskom smislu, te najčišćim postojećim sustavom zagrijavanja, odnosno hlađenja prostora. Toplinske pumpe imaju potencijal značajno smanjiti štetne emisije, naročito ako se koriste i za zagrijavanje i za hlađenje te u sustavima gdje se električna energija dobiva iz obnovljivih izvora.
Zemljane toplinske pumpe imaju nenadmašnu toplinsku efikasnost te na lokalnoj razini nemaju štetnih emisija, ali njihova opskrba električnom energijom uključuje komponente s visokim emisijama stakleničkih plinova, osim ako se vlasnik ne odluči za 100%-tnu opskrbu iz obnovljivih izvora energije. Prema tome, njihov utjecaj na okoliš ovisi o načinu opskrbe električnom energijom te raspoloživim izvorima.
| Država | Emisija CO2 iz električne energije | Ušteda emisija u odnosu na | Ušteda emisija u odnosu na | Ušteda emisija u odnosu na |
| Država | Emisija CO2 iz električne energije | prirodni plin              | loživo ulje                | električno grijanje        |
| ------ | ---------------------------------- | -------------------------- | -------------------------- | -------------------------- |
| Kanada | 223 tona/GWh                       | 2.7 tona/god               | 5.3 tona/god               | 3.4 tona/god               |
| Rusija | 351 tona/GWh                       | 1.8 tona/god               | 4.4 tona/god               | 5.4 tona/god               |
| SAD    | 676 tona/GWh                       | -0.5 tona/god              | 2.2 tona/god               | 10.3 tona/god              |
| Kina   | 839 tona/GWh                       | -1.6 tona/god              | 1.0 tona/god               | 12.8 tona/god              |

Ušteda na smanjenju emisije stakleničkih plinova (GHG) kod toplinske pumpe u odnosu na konvencionalne kotlove može se izračunati pomoću sljedeće formule:
{\displaystyle GHG\ Savings=HL\left({\frac {FI}{AFUE\times 1000{\frac {kg}{ton}}}}-{\frac {EI}{COP\times 3600{\frac {sec}{hr}}}}\right)}
- HL = sezonsko toplinsko opterećenje ≈ 80 GJ/god za modernu izdvojenu kuću na sjeveru SAD-a
- FI = emisije goriva = 50kg(CO2)/GJ za prirodni plin, 73 za loživo ulje, 0 za 100% obnovljivu energiju
- AFUE = iskoristivost kotla ≈ 95% za moderne kondenzacijske kotlove
- COP = koeficijent učinka toplinske pumpe ≈ 3.2 sezonski prilagođeno za toplinsku pumpu na sjeveru SAD-a
- EI = intenzitet emisija električne energije ≈ 200-800 tona(CO2)/GWh

Zemljane toplisnske pumpe uvijek emitiraju manje stakleničkih plinova od klima uređaja, kotlova na lož ulje i električnih grijalica, ali kotlovi na prirodni plin mogu biti konkurentni ovisno o intenzitetu emisija lokalne dobave električne energije. U zemljama poput Kanade i Rusije, čija električna infrastruktura ima niske emisije, stambena toplinska pumpa može uštjedjeti 5 tona ugljičnog dioksida godišnje u usporedbi s kotlom na loživo ulje. S druge strane, u gradovima poput Pekinga, koji svoju električnu energiju dobiva isključivo iz termoelektrana na ugljen, toplinska pumpa može emitirati 1 ili 2 tone ugljučnog dioksida više od kotla na prirodni plin. Međutim, ako područje nema osiguranu opskrbu prirodnim plinom, toplinska pumpa je najbolje rješenje.

## Ekonomija
Zemljane toplinske pumpe karakteriziraju visoki početni troškovi i niski operativni troškovi u odnosu na ostale sustave za grijanje i hlađenje. Njihova ukupna ekonomska isplativost ovisi isključivo o cijeni električne energije i goriva, koji se drastično mijenjaju tijekom vremena i diljem svijeta. S obzirom na trenutno stanje cijena, zemljane toplinske pumpe imaju manje operativne troškove od svih ostalih sustava za grijanje gotovo u cijelom svijetu. Prirodni plin je jedino gorivo s konkurentnim operativnim troškovima, ali samo u nekolicini zemalja gdje je njegova cijena vrlo niska ili je cijena električne energije izrazito visoka. Prosječno korisnik može uštjedjeti od 20% do 60% godišnje prebacivanjem s klasičnih sustava na sustav zemljane toplinske pumpe.